# Marina di Camerota
Marina di Camerota (Marina re Cammarota in dialetto cilentano meridionale) è la frazione più popolosa (3 500 abitanti) del comune di Camerota, in provincia di Salerno, nel parco nazionale del Cilento e Vallo di Diano.

## Storia
Il 17 luglio 1848, Ferdinando II Borbone firma il decreto che stabilisce: "L'aggregato di case lungo il litorale di Camerota prende il nome di Marina di Camerota".
Nel XIX secolo ed agli inizi del XX, Marina di Camerota ha subito il fenomeno dell'emigrazione, rivolta in particolare verso il Sudamerica ed il Venezuela: per i legami mantenuti con quelle terre, in una piazza del centro, di fronte al porto, è stata eretta una statua al "Libertador" venezuelano Simón Bolívar, al quale sono anche dedicati la via principale del paese e al cinema locale.
Marina di Camerota si trova lungo la strada statale 562, ad 8 km est di Palinuro, 5 da Camerota, 18 da San Giovanni a Piro, e circa 90 da Salerno. L'area costiera comprende ad ovest le zone e località di Grotta Caprara o del Ciclope (che ospitava una famosa discoteca), Cala del Cefalo, Cala Finocchiara, Cala d'Arconte (con un'isoletta adiacente) e Calanca. Ad est vi sono Lentiscelle.
Sita proprio sul 40º parallelo nord, è il centro abitato più meridionale della Campania. Il punto geografico più meridionale è, invece, Punta degli Iscolelli.

## Monumenti e luoghi d'interesse

### Architetture civili
Palazzo Marchesale
Residenza estiva settecentesca dei marchesi di Camerota: la famiglia Marchese prima e Orsini poi. Oggi versa in uno stato fatiscente.
Palazzo Talamo
Uno tra gli edifici più antichi di Marina di Camerota è il palazzo della famiglia Talamo; la costruzione risale al 1786 (restaurato poi nel 1844, come testimonia una descrizione ritrovata sul davanzale di una finestra dello stesso edificio).
(Liliana Voria Talamo, I racconti e le poesie di Liliana... Ricordi, Edizioni Albatros)
Gli antenati della famiglia erano pescatori benestanti, provenienti dalla Costiera Amalfitana (più precisamente da Positano), che decisero di stabilirsi nel paesino costiero per intraprendere varie attività commerciali ed agricole. Tra gli antenati si annoverano due sacerdoti, Francesco Saverio Talamo e Giuseppe Antonio Talamo (vissuti rispettivamente nel XIX e nel XX secolo), che hanno contribuito all’allestimento della Chiesa di Sant' Alfonso lasciando a testimonianza dell’operato l’organo monumentale della chiesa e la biblioteca ecclesiastica custodita in casa Talamo e successivamente donata dalla famiglia alla Parrocchia nel 2019.
Dal portone d’ingresso principale, in via Diaz, salendo da uno scalone a due rampe in pietra si accede al primo piano dell’edificio dove si trova l’abitazione della famiglia in cui era presente fino agli anni ‘90 una cappella sconsacrata. Il palazzo originariamente si sviluppava in lunghezza estendendosi fino alla ex via Oberdan.
Il secondo ingresso della casa si trova in piazza San Domenico. Nel corso degli anni quest’ultimo è diventato l’ingresso primario grazie alla posizione e alle caratteristiche architettoniche che lo contraddistinguono. Da questo ingresso, infatti, superando un giardino ed un ponte coperto da un pergolato di buganvillee, glicine e vite, si accede ad una grande terrazza su cui affacciano l’ingresso, la cucina ed altre stanze.
Il palazzo è dotato di numerose ed ampi ambienti e, al pianterreno (via Diaz), si trovano alcuni locali che in tempi passati erano adibiti a magazzini per il deposito di grano, olive ed olio. Gli stessi, nella prima metà del ‘900, hanno ospitato la farmacia del Dr. Francesco Saverio Talamo.
Al terzo piano del palazzo si trova un’ala denominata “Camere di Monsignore”, chiamata così perché utilizzata per ospitare i sacerdoti invitati durante le festività religiose. In essa permane un caratteristico pavimento in ceramica risalente all'epoca borbonica ed alcuni affreschi a soffitto.
Oltrepassate le “Camere di Monsignore” si accede tramite lo scalone principale ad una grande soffitta, utilizzata per la produzione casalinga di sapone e come deposito di anticaglie.
Il palazzo, che conserva ad oggi ancora tutte le caratteristiche strutturali dell’epoca, è tuttora di proprietà della famiglia Talamo.
Villa Mariosa
Villa Mariosa è opera di un architetto francese. È costituita da due torri limitrofe e un grande loggione con arcate, che si affaccia direttamente sugli scogli, con una scaletta che arriva fino al mare. Qui intonò i primi accordi vocali la bella Rina Mariosa, un famoso mezzosoprano degli anni trenta, la quale sposò il noto direttore d'orchestra Ermanno Wolf-Ferrari, amante di questo luogo. Spesso veniva a villeggiarvi anche Gaetano Lama, il noto maestro napoletano, che proprio lì compose la celebre melodia "Marì dint'o silenzio", conosciuta poi come "Silenzio Cantatore" su testo di Libero Bovio. Una targa, all'esterno della villa (situata fra Calanca ed il porto) e con alcune strofe della canzone, commemora l'evento.

### Architetture militari
Torri di avvistamento
Nel territorio di Marina di Camerota si trovano 13 torri saracene, di cui una  è stata inglobata nel palazzo Marchesale; vennero costruite in epoche diverse con pietrame ricavato in loco. La più antica, la torre degli Iscolelli, risale al 1235 e venne costruita sotto il regno di Federico II di Svevia.
Vi sono tre "torri del telegrafo" o "saracene", risalenti all'epoca vicereale, che costituivano un sistema di vedetta e comunicazione ed erano dislocate in punti strategici lungo la costa tirrenica meridionale: la Torre dell'Isola, la Torre del Poggio e la Torre Zancale. Altre torri si trovano lungo il litorale di Camerota (22 km circa), ma si trovano abbastanza lontano dal paese e sono quasi tutte ridotte a rudere come ad esempio quella di cala d'Arconte, la Fenosa o Capo delle Gatte.
Dal 1566, per difendere il territorio dai corsari, furono costruite altre torri. quelle presenti nel territorio di Camerota sono:
- Torre Mingardo
- Torre Mozza
- Torre Finosa
- Torre di Arconte
- Torre dell'isola
- Torre di Teano
- Torre del Poggio
- Torre Lajella o della marina
- Torre dello Zancale
- Torre Calabianca
- Torre degli Iscolelli
- Torre calamoresca o di Marcellino
- Torre degli Infreschi

### Aree naturali
Spiagge
- Calanca: incastonata tra due piccoli promontori rocciosi, è la spiaggia col fondale più basso, perfetta per i bambini. Dalla spiaggia della Calanca inoltre si vede l'isola di Marina di Camerota. Si trova praticamente a 5 minuti a piedi dal centro abitato.
- Marina delle Barche: di sabbia finissima a 10 minuti a piedi dal centro abitato.
- Lentiscelle: a 1 km circa dal paese. La spiaggia è costituita da piccoli sassi e ciottoli.
- Mingardo: serie di spiagge lunga circa 7 km, tra cui la cala del Cefalo, la cala d'Arconte e la spiaggia la Vela, così chiamata per uno scoglio a forma, appunto, di vela. Si trovano tutte fuori dal centro abitato, nella zona comunale di Camerota, lungo la strada che collega Marina di Camerota a Palinuro. Prevalentemente di sabbia finissima, sono note per la profondità dei fondali.
- del Troncone: è una spiaggia di sassi finissimi, difesa da un'alta parete rocciosa. Dal 2011 è ufficialmente autorizzata al naturismo dall'amministrazione comunale di Camerota[4].[5]

### Altro
Leone di Caprera

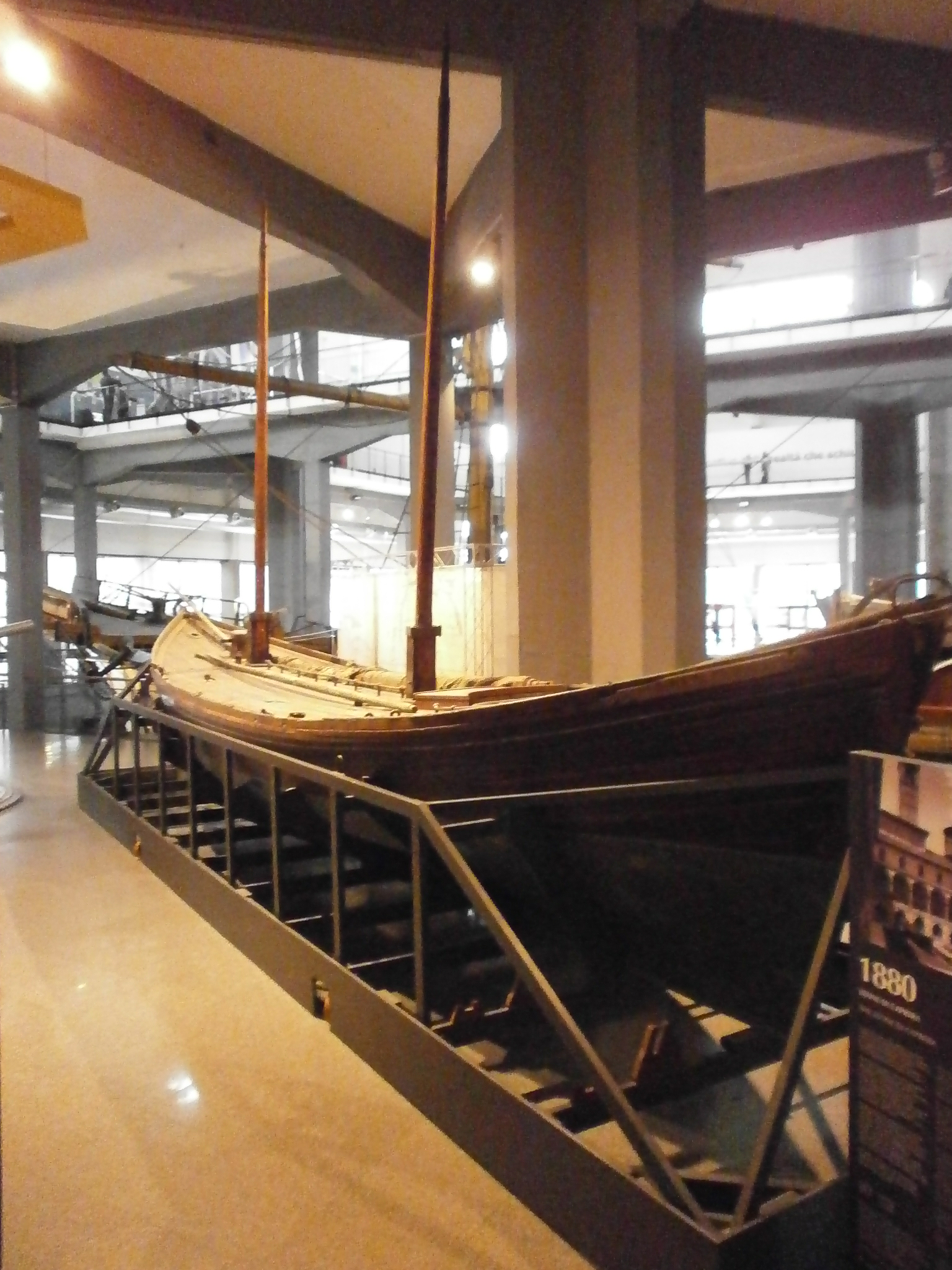
La goletta al Museo della Scienza di Milano

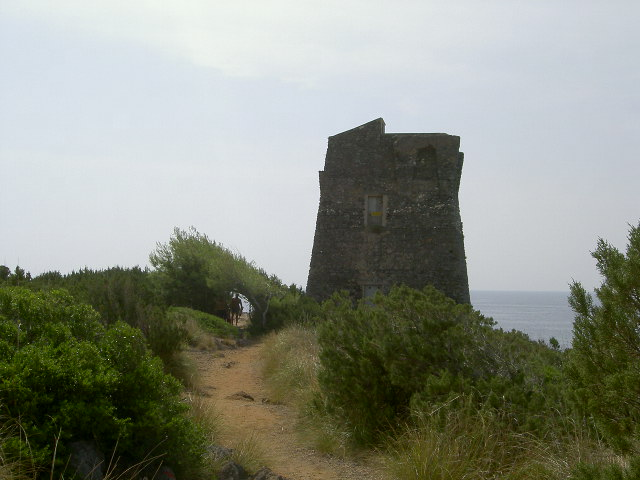
Torre Zancale

Una delle grotte di Lentiscelle è stata temporaneamente adibita a piccolo museo all'aperto dov'è stato esposto il Leone di Caprera, una goletta che nel 1890-1891 attraversò l'Atlantico da Montevideo a Livorno, il cui nome è un omaggio a Giuseppe Garibaldi, così soprannominato.
Uno dei 3 membri dell'equipaggio, Pietro Troccoli (1852-1939), era cittadino di Marina di Camerota, emigrato giovanissimo in Uruguay. Dal marzo 2007, e per due anni circa, l'imbarcazione è stata a Livorno per restauri. A restauri ultimati, mancando in loco un museo in grado di ospitarla e proteggerla, la storica goletta ha avuto una nuova destinazione museale, entrando a far parte delle collezioni del Museo del Risorgimento e venendo esposta nel Museo nazionale della scienza e della tecnologia Leonardo da Vinci di Milano.

### Aree archeologiche
Grotte paleontologiche
Per via della natura carsica del suolo, Marina di Camerota è nota ai paleontologi per le interessanti grotte sparse per tutto il suo territorio, nella maggior parte delle quali, a partire dagli anni '50 del '900, sono stati fatti importanti ritrovamenti archeologici, risalenti principalmente all'età della pietra.
A cominciare dal confine con Palinuro, lungo la cosiddetta Cala del Cefalo si ritrovano grotte che fino all'epoca delle scoperte erano abitate da pastori con le famiglie: tra di esse, sono da menzionare la Grotta del Pesce, quella dell'Autaro e quella Caprara (quest'ultima, per molti anni, ha ospitato una famosa discoteca). Ai margini settentrionali dell'abitato, esisteva la Grotta della Calanca, oggi non più esistente per via di un crollo. Altre importanti sono la Grotta Sepolcrale o del Poggio, la Grotta di Manfregiudice (a pozzo e pericolosissima), la Grotta della Serratura (sulla spiaggia di Lentiscelle, e così chiamata per la sua forma), la Grotta della Cala o dell'Uomo preistorico (unica ad essere attrezzata turisticamente) ed il Riparo del Poggio o Nicchia Gamba (che rappresenta i resti di quella che fu una grotta, crollata già in epoca preistorica).
Altre ancora si trovano sulla costa e sono raggiungibili solo via mare: tra queste, sono da menzionare la Grotta di Santa Maria e la Grotta delle noglie o delle noie, cosiddetta per il doppio ingresso a forma di salsicce napoletane (dette appunto noglie).
Nel 1960, alcuni resti di crani umani ritrovati nella Grotta Sepolcrale e, mal ricostruiti, fecero per breve tempo ritenere che fosse stato ritrovato un "anello mancante" nella catena evolutiva umana, giacché i reperti (risalenti al Paleolitico Medio) si presentavano come quelli di un individuo dal mento sporgente e dalle notevoli capacità craniche, in netta contrapposizione all'Uomo di Neanderthal. Al presunto ominide venne dato il nome di Homo camerotensis, ma dopo poco tempo studi approfonditi ne fecero cadere la già debole identità.
Inoltre nella Grotta Taddeo sulla spiaggia La Calanca sono stati ritrovati quattro denti neandertaliani.
Duna fossile di Capo Grosso
A circa 2 km ad ovest dell'abitato, nelle vicinanze di Capo Grosso, è stata scoperta alla fine degli anni '60 una duna fossile che ha restituito interessanti reperti dell'era Paleolitica e Neolitica.

## Società

#### Tradizioni e folclore

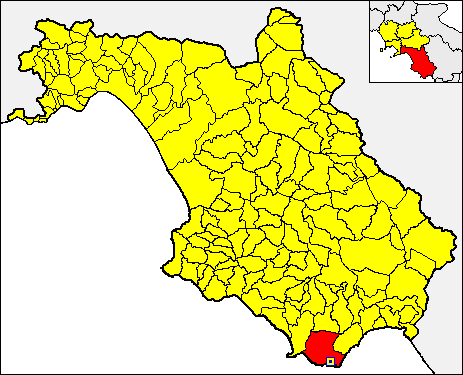
Localizzazione di Marina di Camerota in ambito comunale e provinciale

Nei mesi di luglio ed agosto, per permettere a tutta la popolazione, sia residente che turista, di assistere alla messa, quest'ultima, la domenica, viene celebrata sul sagrato della chiesa, e tutta la piazza viene riempita dalla folla che assiste alla celebrazione.

##### San Domenico di Guzman
Si festeggia il 4 agosto. San Domenico di Guzman è il patrono di Marina di Camerota, e la festa del 4 agosto è la più sentita dalla popolazione locale. Dopo la messa (celebrata all'esterno della chiesa) la statua del santo viene portata in processione per le strade di Marina.
Il programma civile della festa inizia ben 3 giorni prima (1º agosto), con mercatini, giostre, concerti di cantanti conosciuti a livello locale e nazionale, e gli immancabili spettacoli pirotecnici, con i fuochi che partono dal mare.

##### Il miracolo di San Domenico
La prima domenica di marzo, vi è una festa votiva, in memoria del miracolo fatto da san Domenico il 27 dicembre 1937 a quattro marinai di Marina.
I quattro partirono da Marina il 26 dicembre, per recarsi ad Agropoli, dove dovevano caricare delle mercanzie. Quando ripartirono per il viaggio di ritorno, presso Pisciotta furono sorpresi dal cattivo tempo, ma proseguirono lo stesso, confidando nel fatto di esser quasi arrivati a casa. Ma il tempo non migliorò, anzi, i quattro persero sia la vela che i remi in mare. Il più giovane dei quattro aveva con sé un'immagine di san Domenico; la gettò in mare, chiedendogli di calmare le acque. All'improvviso apparve una grande luce tra le nubi e la piccola barca di pescatori miracolosamente venne trasportata in salvo presso il porto natio.

##### Madonna del Carmine
Si festeggia il 16 luglio ed è considerata la protettrice di Marina di Camerota insieme al santo patrono. Dopo la messa celebrata nella chiesa di Sant'Alfonso, il simulacro della Vergine viene portato in processione per le vie e i vicoli del paese. A metà processione è prevista la sosta presso il lungomare per assistere allo spettacolo pirotecnico in onore della Madonna, spettacolo che si ripete e si migliora la notte tra il 16 e il 17. Durante i giorni di festa (il 15 e il 16) il porto e la piazza di Marina di Camerota sono arricchiti da mercatini, bancarelle e giostre.
A partire dal 2012 la durata della festa si allunga (13, 14, 15, 16 luglio) e sono stati ospitati cantanti del calibro dei Sonhora, Edoardo Bennato, Enrico Ruggeri e Luca Carboni.

##### Santa Rita da Cascia
La particolarità di questa festa è la processione. La Santa viene portata non in spalla, ma su una Fiat 500, a passo d'uomo. L'automobile viene rivestita completamente di fiori raccolti nei giardini delle case di Marina. Anche i bambini adornano con fiori le loro biciclette, con esse seguono la processione. Molti adulti invece scelgono di seguire la Santa con la propria automobile. Alla fine della processione vi è la benedizione delle automobili, degli automobilisti e dei fiori, e il simulacro di Santa Rita che rientra in chiesa viene accompagnato dal suono di tutti i clacson presenti.
Durante la messa, prima della processione, vengono distribuiti ai fedeli dei petali di rosa benedetti, sigillati in carta velina colorata.

## Cultura

#### Media

##### Televisione
- Cilento TV è un'emittente televisiva locale che trasmette da Marina di Camerota.

#### Cinema
- Nel 1962 la costa di Marina di Camerota, insieme a quella di Palinuro, viene scelta come location del kolossal Gli argonauti 2 di Don Chaffey, di produzione britannica.
- Nel 1974 viene girato lo sceneggiato televisivo Murat per la Rai.
- Nel 2016 vengono girate alcune scene nella spiaggia di “Capo Grosso”, una spiaggia lontana dal centro abitato, del film Wonder Woman
- Diverse puntate della soap Un posto al sole sono state girate a Marina di Camerota.

## Economia

#### Turismo

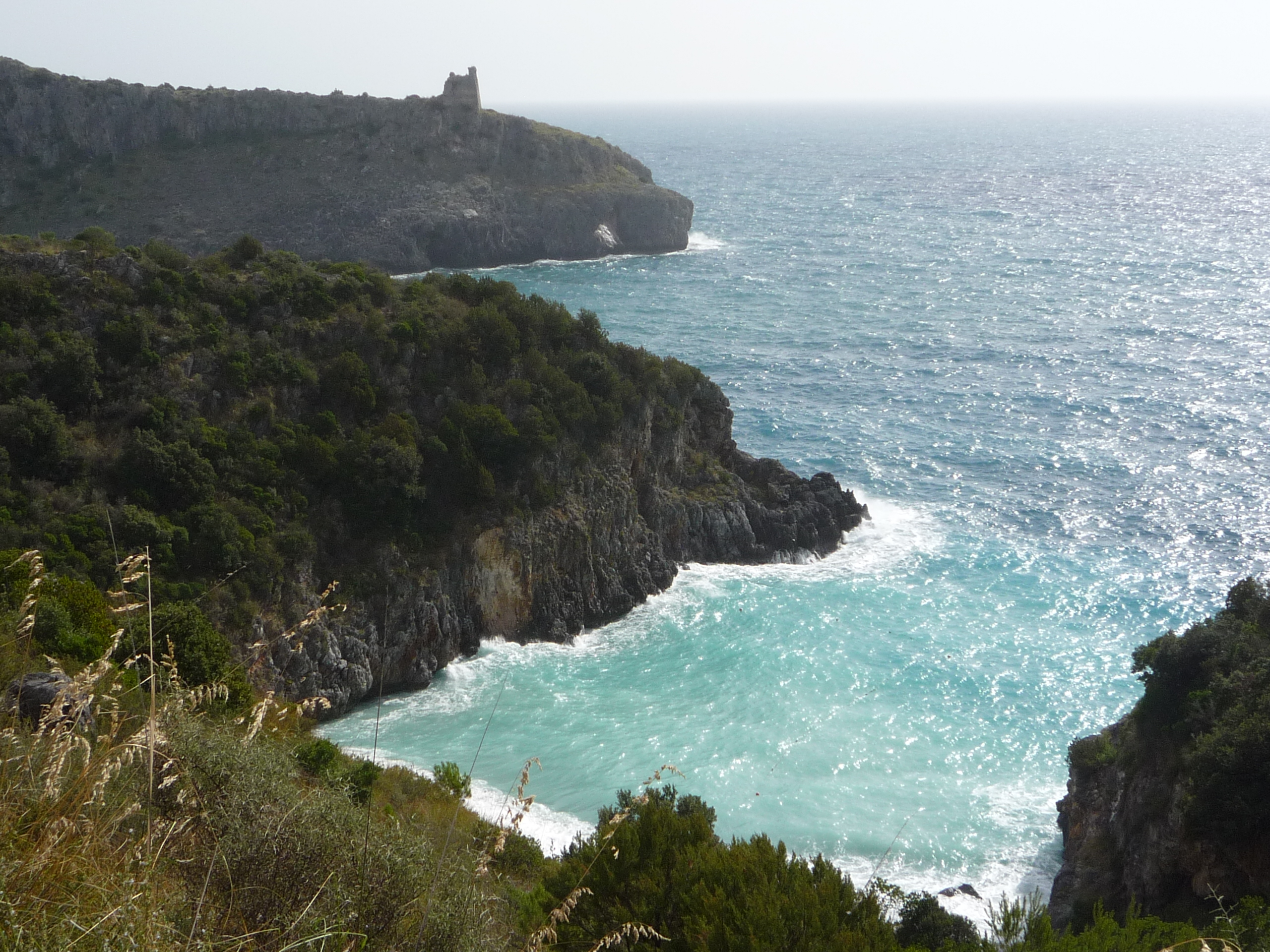
L'area costiera nei pressi di Marina

Marina di Camerota è una rinomata località turistica balneare, sia per la qualità delle acque che per il contesto naturale; essendo incastonata lungo la fascia costiera di Camerota, fra le colline cilentane ricche della tipica macchia mediterranea.
Il comune di Camerota è stato fregiato della Bandiera Blu europea per le spiagge negli anni 2000, 2001, 2003 e 2021, e delle 5 Vele di Legambiente nel 2001 e nel 2015. Negli anni 2002, 2003, 2004, 2005, 2006, 2007, 2008, 2009, 2010, 2011, 2012, 2013 e 2014 ha ricevuto la Bandiera Blu per gli approdi turistici. Da giugno 2011 Marina di Camerota è l'unica città italiana, insieme a Jesolo, ad avere una spiaggia formalmente destinata al turismo naturista.
Nel corso degli anni Marina di Camerota si è imposta sempre più come meta turistica LGBT, divenendo un punto di riferimento a livello provinciale e regionale

## Infrastrutture e trasporti

### Strade
Marina di Camerota è collegata tramite la strada Strada regionale 562 del Golfo di Policastro a San Giovanni a Piro e Palinuro (Centola), e tramite la strada provinciale 66 con Camerota.

### Porti

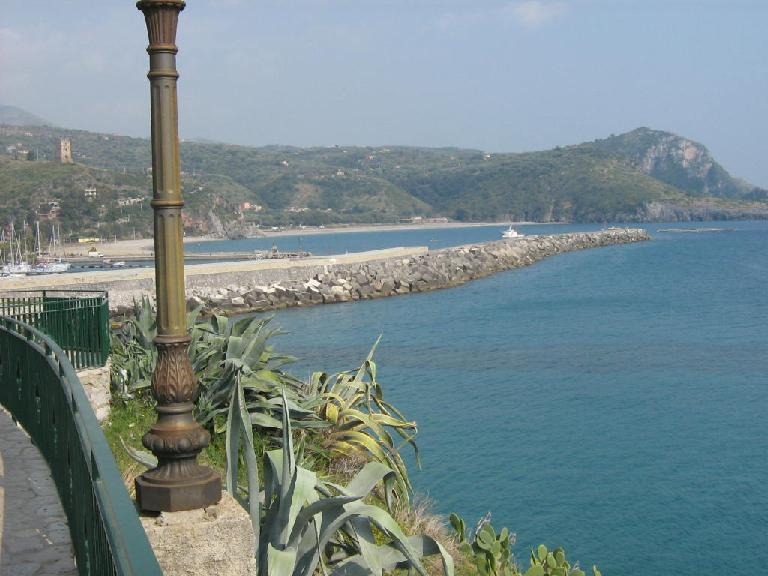
Il porto

Marina di Camerota è dotata di un porto turistico.